# Burro di karité

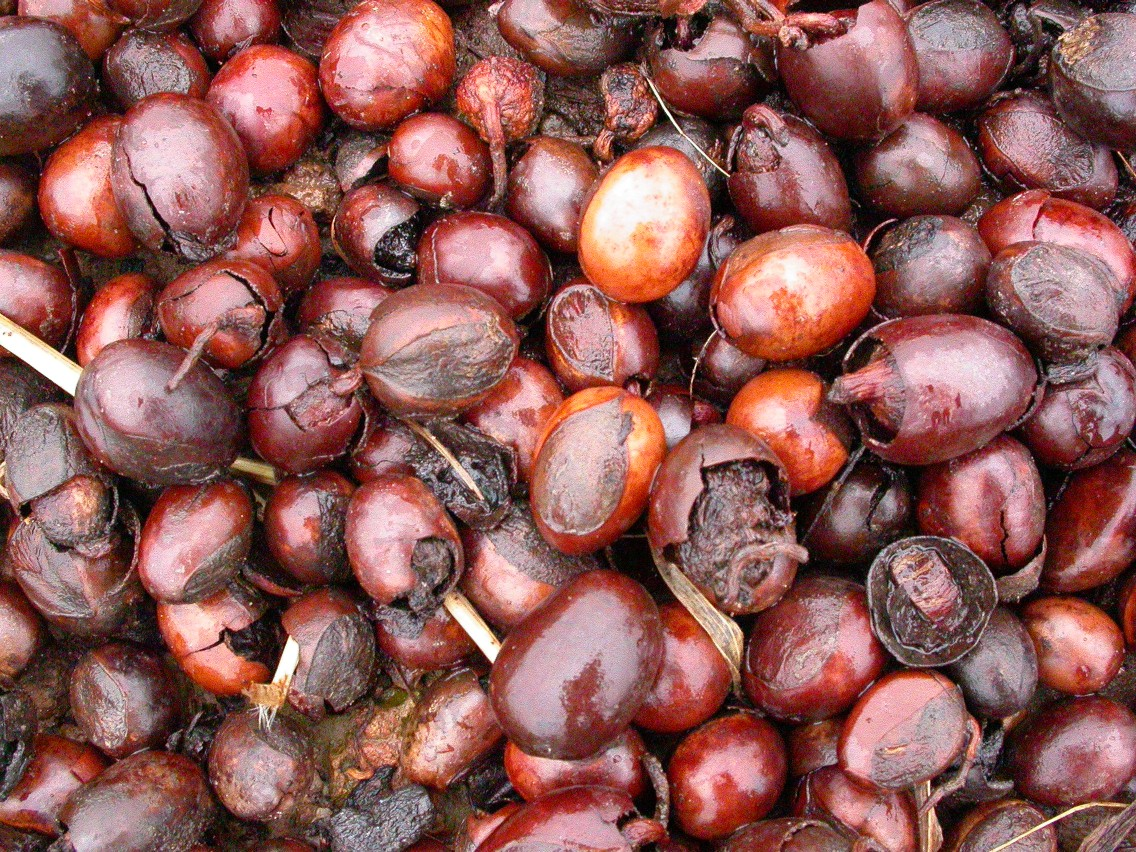
Semi di Vitellaria paradoxa

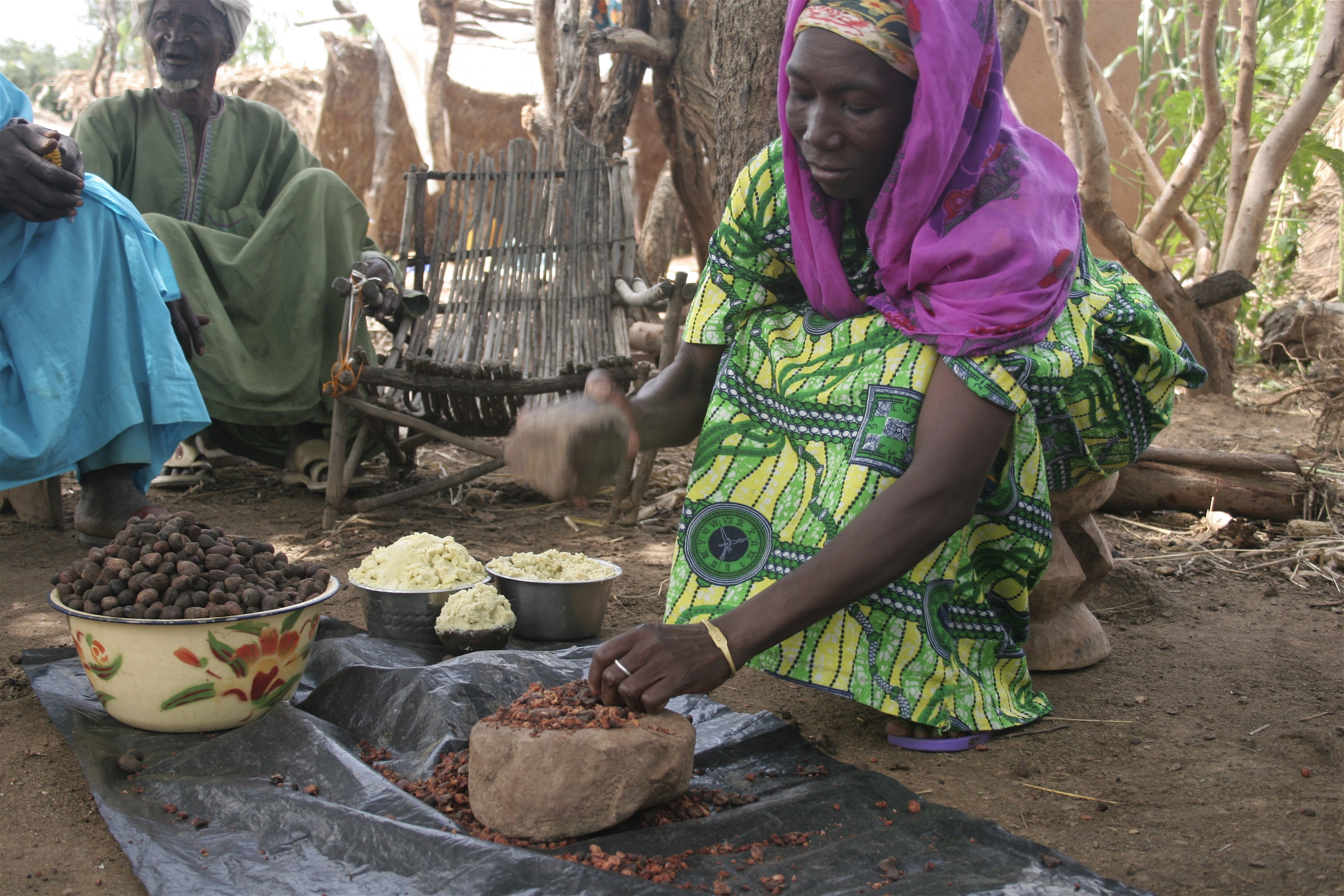
Elaborazione del burro in Burkina Faso

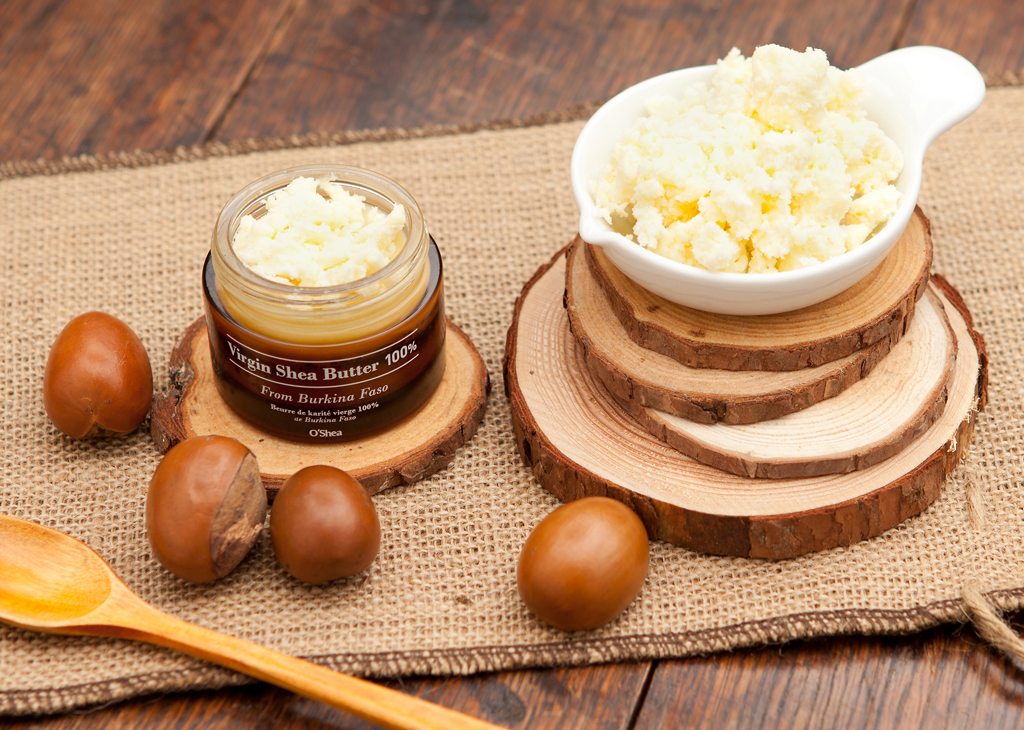
Burro usato a scopo cosmetico

Il burro di karité è un grasso vegetale estratto dai semi, noccioli, del karité o Vitellaria paradoxa, un albero che cresce nelle savane, dall'Africa orientale all'area del fiume Nilo, dove può prevalere la varietà Vitellaria nilotica.

## Produzione
Secondo tradizione, i frutti di karité vengono raccolti tra metà giugno e metà settembre. Il nocciolo viene liberato dalla polpa sia per fermentazione sia spelandolo manualmente e può essere successivamente lavorato seguendo diversi processi per rimuovere il guscio legnoso dai gherigli oleosi. Nel processo tradizionale il nocciolo viene essiccato al sole a volte dopo una preventiva bollitura o tostatura o fumigazione. Viene poi frammentato, pestato e macinato fino a produrre una pasta spessa (Lovett, 2004). A questa pasta viene aggiunta dell'acqua ed il tutto viene portato ad ebollizione e successivamente filtrato per eliminare le varie impurità (Moharram e al., 2006).
Il burro non raffinato che si ottiene in questo modo va dal colore bianco-avorio ad un giallo abbastanza intenso in funzione dei carotenoidi contenuti. L'odore può ricordare la cioccolata o a seconda dei processi di tostatura può risultare affumicato. Oltre che con il metodo tradizionale, sostanzialmente manuale, l'estrazione dell'olio può avvenire sia meccanicamente per compressione a freddo sia con solvente.

## Composizione
In tutti gli oli vegetali la composizione può variare in funzione della varietà, delle condizioni ambientali, della raccolta e della lavorazione. L'olio di karité è composto prevalentemente da trigliceridi con la seguente distribuzione tipica di acidi grassi:
| acido grasso       | concentrazione (%) |
| ------------------ | ------------------ |
| Acido laurico      | 0-1,5              |
| Acido miristico    | 0-0,3              |
| Acido palmitico    | 3,2-12,1           |
| Acido stearico     | 22,5-50,2          |
| Acido oleico       | 39,3-68,0          |
| Acido vaccenico    | 0-0,59             |
| Acido linoleico    | 4,5-8,4            |
| Acido α-linolenico | 0-1,6              |
| Acido arachico     | 0-3,5              |
| Acido gadoleico    | 0-0,39             |
| Acido beenico      | 0-0,15             |
| Acido lignocerico  | 0-0,11             |

Fonte: Lipp e al., 1998, Di Vincenzo e al., 2005, Ferris e al., 2001, Sawadogo e al.(Gunstone), 1986., Maranz e al., 2004, Alander e al. 2002,.
Acido stearico ed acido oleico assieme rappresentano anche l'85% del totale degli acidi grassi, ma il loro rapporto, St/O, può variare anche sensibilmente in funzione di fattori geografici e climatici.
| nazione                               | rapporto tra la concentrazione di acido stearico e acido oleico |
| ------------------------------------- | --------------------------------------------------------------- |
| Burkina Faso, Ghana                   | 0,95< St/O <1,1                                                 |
| Benin, Costa d’Avorio, Mali, Nigeria, | 0,7< St/O <0,95                                                 |
| Ciad, Uganda, Camerun                 | 0,5< St/O <0,7                                                  |

Anche la concentrazione e composizione della frazione insaponificabile può variare sensibilmente in funzione di fattori geografici e climatici.
La frazione insaponificabile di un burro di Karité non raffinato può rappresentare il 3,7% se prodotto in Uganda o il 12,6% se prodotto in Nigeria. Contiene steroli, tocoli e terpeni. Di questi ultimi il più significativo, oltre il 50% del totale, è α-amirina.

## Utilizzo alimentare

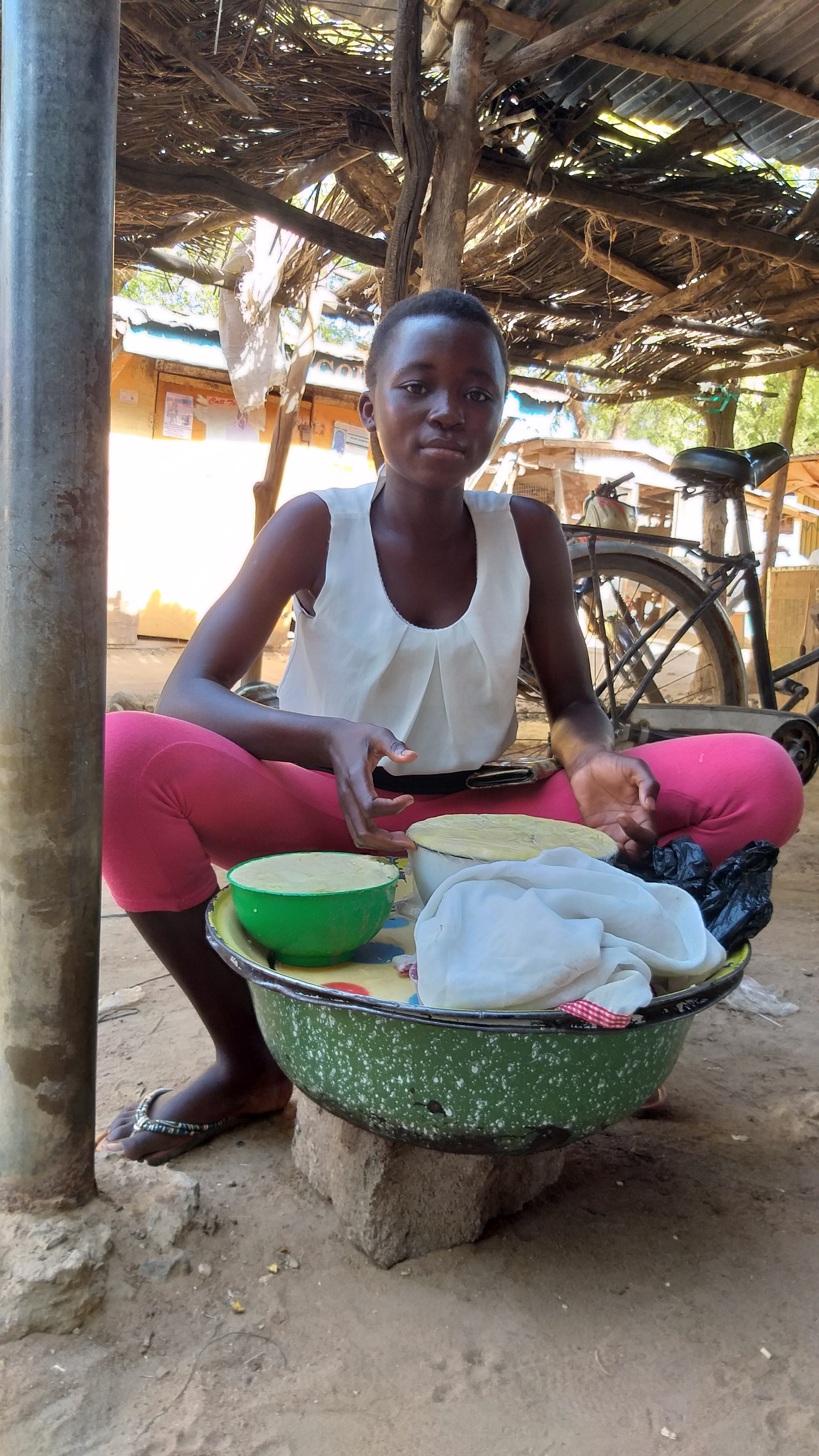
Una giovane donna che vende burro di karité in Ghana.

Il burro di karité viene usato come materia grassa vegetale in numerosi piatti della cucina africana e in Occidente è utilizzato nell'industria cioccolatiera e in alcuni prodotti di confetteria e di pasticceria.
Miscelato con altri burri vegetali (stearina di palma, burro di mango, burro di illipé, burro di kokum) può essere utilizzato in alternativa al burro di cacao.

## Utilizzo cosmetico
Il suo impiego è molto conosciuto nella moderna dermatologia ed in cosmetologia. Può essere utilizzato nella composizione di diversi cosmetici per le cure delle labbra, del viso, dei capelli, delle mani e del corpo. Il suo nome INCI è BUTYROSPERMUM PARKII BUTTER. Viene normalmente impiegato come emolliente, condizionante cutaneo e fattore di consistenza.
Altri ingredienti cosmetici derivati dal burro di karité possono essere:
- BUTYROSPERMUM PARKII BUTTER UNSAPONIFIABLES
- BUTYROSPERMUM PARKII BUTTER EXTRACT

Il burro di karité è un ingrediente cosmetico che manifesta commercialmente una notevole attrattiva. Alcune marche cosmetiche hanno inserito il nome “karité” nel proprio logo, caratterizzando l'intera linea cosmetica sulla presenza di questo ingrediente.

## Impatto della produzione del burro sulla vegetazione
La produzione del burro di karité è stata messa sotto osservazione da vari enti internazionali ed associazioni che promuovono l'eco-sostenibilità dell'impatto dell'uomo sulla natura che lo circonda. Nel 1998 la Vitellaria paradoxa, pianta dalla quale si ricava il prezioso burro, è stata classificata con lo stato d'allarme di "vulnerabile" dall'Unione internazionale per la Conservazione della Natura, che critica l'uso intensivo come legname da costruzione o legna da ardere delle piante che nascono spontanee nelle savane dell'Africa Occidentale. Alcuni grandi gruppi della cosmesi hanno aderito e finanziato progetti per lo sfruttamento sostenibile del burro di Karité nei paesi di produzione. La produzione del burro di karité è anche osservata dall'organizzazione italiana di tipo internazionale Slow Food.